# Juliusz Kleiner

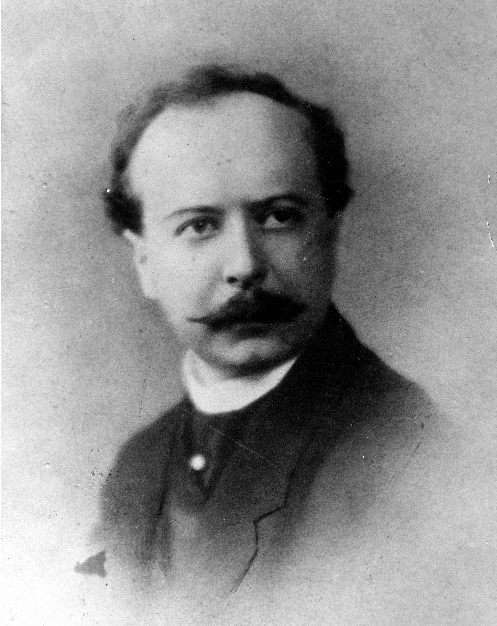

Juliusz Kleiner (* 24. April 1886 in Lemberg; † 23. März 1957 in Krakau) war ein polnischer Philosoph und Literaturhistoriker.
Kleiner studierte nach dem Abitur in Lemberg an der dortigen Universität Polonistik, Germanistik und Philosophie. 1916–1920 war er Professor an der Warschauer, anschließend ab 1920 an der Lemberger Universität. Er war Mitglied der PAU und PAN. Während der sowjetischen Besetzung Ostpolens blieb er weiterhin Professor an der Universität Lemberg. Nach dem deutschen Angriff auf die UdSSR geriet Ostpolen samt Lemberg unter die deutsche Okkupation und Kleiner tauchte als  Jan Zalutyński bei Fudakowskis, Teleżyńskis und Żółtowskis unter. Nach dem Krieg wurde er Professor an der Katholischen Universität Lublin und ab 1947 an der Jagiellonen-Universität in Krakau.

## Werke (Auswahl)
- Studia o Słowackim (1910)
- Zygmunt Krasiński. Dzieje myśli (1912)
- Twórczość młodzieńcza (Monografie J. Słowackis. Band 1) (1919)
- Od Balladyny do Lilli Wenedy (Monografie J. Słowackis. Band 2) (1920)
- Okres Beniowskiego (Monografie J. Słowackis. Band 3) (1923)
- Poeta mistyk (Monografie J. Słowackis. Band 4) (1927)